# Pentri

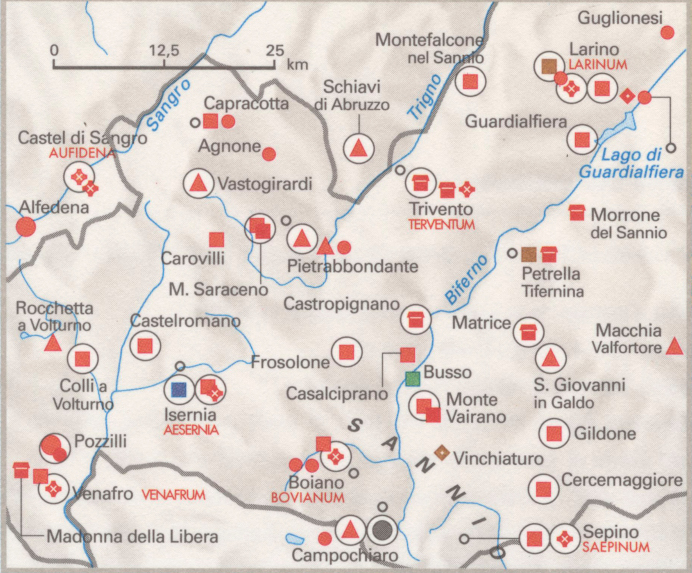
Siti archeologici del Sannio pentro

I Pentri erano una delle quattro tribù che costituivano il popolo dei Sanniti e che facevano parte della confederazione che andava sotto il nome di Lega sannitica. Erano stanziati nel Sannio centrale, a cavallo delle attuali regioni Abruzzo, Campania e Molise.
Il loro nome ha una radice indoeuropea simile al celtico pen ("sommità") e significherebbe quindi "popolo dei monti".
La loro capitale era Bovianum, probabilmente l'attuale Bojano. Altre due importanti città erano Allifae ed Aesernia. I Pentri parteciparono, nel corso della terza guerra sannitica, alla battaglia di Sentino insieme agli Irpini (Sanniti anch'essi) e ai Galli Senoni.

## La Legio Linteata
I Pentri che facevano parte della Lega Sannitica furono guerrieri molto temibili e valorosi e contribuirono non poco con i loro uomini alla Legio Linteata: un gruppo scelto di guerrieri che dopo una particolare cerimonia sacra, diventava una casta votata al sacrificio estremo per difendere il proprio popolo. Finché furono indipendenti, tale eccellenza nelle armi rimase un ostacolo nelle mire espansionistiche di Roma.